# 姐姐的戀人
《姐姐的戀人》是關西電視台在關西電視台週二晚間九點連續劇所製作的電視劇。主演是有村架純，由岡田惠和編劇。主角安達桃子（有村架純飾）是三個弟弟的姐姐，父母雙亡。故事講述配送部的代表吉岡真人（林遣都飾）和主角的戀愛故事。台灣自2020年10月28日起在friDay影音播放，WAKUWAKU也有播放此劇。
評論認為，此劇的主角父母雙亡，但他們以至劇所有人物均不會有沒有任何負面情緒，雖然故事溫暖人心，但劇情並不真實。劇評家山下由美在News post seven上認為，本劇林遣都的表現出色，眼中淚流滿面但依然壓抑情緒，生動帶出真人的形象。
及後，在2021年1月19日推出了對應的情景書。在2021年5月7日推出了對應的DVD 。

## 演員
- 安達桃子 有村架純 主演
- 吉岡真人 林遣都
- 高田悟志 藤木直人
- 市原日南子 小池榮子
- 濱野美雪 奈緒
- 安達和輝 高橋海人
- 安達優輝 日向亘
- 安達朝輝 南出凌嘉
- 川上菊雄 光石研
- 吉岡貴子 和久井映見[10]

## 工作人員
- 劇本：岡田惠和
- 導演：三宅喜重、本橋圭太、寶來忠昭
- 音樂：眞鍋昭大
- 主題曲：Mr.Children「Brand new planet」
- 製作人：岡光寛子、白石裕菜、平部隆明
- 制作：關西電視台、堀製作[10]

## 其他
- 在拍攝其間，有村架純收到了來自台灣的聖誕禮物，拆開來是以角色形象為題的畫像[5]。
- 在第八集中，描繪了一個穿著夾克的女孩從打扮成聖誕老人的員工的手中收到糖果的場景，該女孩是同檔次TWO WEEKS中飾演主角女兒的稻垣來泉在本劇中客串[11][12]。

## 外部連結
- 官方网站（日語）
- 互联网电影数据库（IMDb）上《姐姐的戀人》的资料（英文）
- 豆瓣电影上《姐姐的戀人》的資料 （简体中文）

| 日本 關西電視台週二晚間九點連續劇 | 日本 關西電視台週二晚間九點連續劇 | 日本 關西電視台週二晚間九點連續劇 |
| --------------------------------- | --------------------------------- | --------------------------------- |
|                                   | 姐姐的戀人                        |                                   |
| DIVER−特殊潛入組−                 | 青之SP                            |                                   |

| 臺灣 緯來日本台 每週一至五 22:00 - 23:00    | 臺灣 緯來日本台 每週一至五 22:00 - 23:00 | 臺灣 緯來日本台 每週一至五 22:00 - 23:00 |
| ------------------------------------------- | ---------------------------------------- | ---------------------------------------- |
|                                             | 姊姊的戀人 （2024年5月27日－6月6日）     |                                          |
| 因為你把心給了我 （2024年5月10日－5月24日） | 正義行員花咲舞 （2024年6月7日－6月21日） |                                          |